# The Love We Make
The Love We Make es un documental del músico británico Paul McCartney publicado por MPL Communications en 2011. El documental, dirigido por Albert Maysles, relata la experiencia del músico tras los atentados del 11-S y la preparación del concierto homenaje a las víctimas, El concierto para la Ciudad de Nueva York, en octubre de 2001. En el momento de los atentados, McCartney estaba en el Aeropuerto Internacional John F. Kennedy para coger un avión de regreso al Reino Unido, y a raíz de los acontecimientos, quiso hacer algo para beneficiar a los primeros en responder en Nueva York, por lo que organizó El concierto para la Ciudad de Nueva York. El documental narra la planificación del evento y las experiencias de McCartney con otros participantes en el concierto.
The Love You Make se estrenó en Showtime el 10 de septiembre de 2011, la noche anterior al décimo aniversario de los atentados, y utiliza como título un verso de la canción de The Beatles «The End».